# يعقوب بن يوسف باوزير
يعقوب بن يوسف باوزير (المتوفى 553 هـ) شيخ متصوف من أسرة عبّاسية هاشمية
. كان معتزلا أهل الدنيا وخصوصا العباسيين، حيث كانت الدولة العباسية في انهيار في القرن السادس الهجري وصار أمر الخلافة إلى الانحطاط والتلاشي فتمكنت الدولة السلجوقية من تلك الممالك ولم يبق للعباسيين إلا اسمها، فلذلك بادر يعقوب للرحلة وترك العراق وأهله وهاجر هو وأولاده إلى أن وصلوا إلى حضرموت. وهو جد المشايخ آل باوزير العباسيين.

## نسبه
يعقوب بن يوسف بن علي الوزير بن طراد بن محمد بن علي بن حسن بن محمد بن عبد الوهاب بن سليمان بن محمد بن سليمان بن عبد الله الزينبي بن محمد بن إبراهيم الإمام بن محمد الكامل بن علي السجاد بن عبد الله بن العباس بن عبد المطلب، والعباس عم رسول الله محمد.

## مولده ونشأته
ولد ببغداد بأرض العراق، وكان جده علي كثير الاعتناء به خاصة لما توفي والده وهو صغير فكفله ورباه وأحسن تربيته فأدخله المكتب وحفظ القرآن في مدة قليلة، ثم أمره جده بالمسير إلى الفقهاء والعلماء فسار وأخذ عنهم في جميع العلوم خصوصا في علم الفقه على مذهب الإمام الشافعي، وكان جلّ مجالسته للمشايخ الصوفية مثل: أحمد الرفاعي الساكن بالبطائح، وأحمد الغزالي، والسهروردي، وحماد الدباس، وعدي بن مسافر، وعلي بن أبي نصر الهيتي، وأبو الوفاء الكردي، ومنصور الزاهد وغيرهم من أهل عصره. ثم طلب من جده السفر إلى العراقين وهما البصرة والكوفة وأخذ عن علمائهما ثم توجه إلى الحجاز وحصل من العلوم ما بلغ به رتبة التدريس ثم رجع إلى العراق العربي وسكن بغدادا الجديدة لأنها مسكن الخلفاء العباسيين وهي قاعدة الملك.

## حياته العلمية والدعوية
ولما رجع إلى بغداد أخذ هناك في نشر العلوم والتدريس، ثم زوجه جده من بعض أقاربه ورزق من الولد ثلاثة وهم: عبد الله، ويوسف، وعمر، وكان منعزلا عن بني العباس ولم يزل على ذلك برهة من الزمان حتى قبض الخليفة المسترشد بالله على جده، فلما قبض عليه استتر، وفي عام 529 هـ عندما قُتل المسترشد بالله رحل من بغداد الجديدة مع أولاده وقصدوا بغداد القديمة وأخفى نفسه هناك، وكان متزييا بزي الفقراء وأخذ في تعليم أولاده العلوم الشريفة ولم يتركهم يتطفلون على علماء بلده لئلا يطلع على سرّهم أحد بل بقوا على تسترهم، فلما كانت سنة 531 هـ سمع بجده أنه استوزر للمقتفي لأمر الله فأتى إليه ووعظه فلم يلتفت إليه فتركه وشأنه ورجع إلى بيته مبتهلا إلى الله أن ينقذه هو وجده من الفتن المتطايرة بتلك الأوقات، فلما كانت سنة 534 هـ حصل لجده ما ذكر وعاد إلى داره، فلما سمع برجوعه هرع إليه هو وأولاده واجتمعوا على طاعة الله إلا أن توفي جده سنة 538 هـ فحصل له من الاستيحاش ما حصل ولم ير ما يشد عضده ويرشده إلا الشيخ عبد القادر الجيلاني، فأقبل عليه وأخذ منه الإجازة في جميع مروياته مع الإلباس والتحكيم، وسكن قريبا من مدرسة شيخه لئلا يغفل عن أوقات تدريسه، ولم يزل ملازما أوقات المذاكرة والتدريس مع أولاده حتى أمرهم الشيخ عبد القادر بنشر الدعوة المحمدية في أرض فارس وما حولها فساروا إليها وتفرقوا بتلك النواحي ودعوا إلى الله، فأما عبد الله بن يعقوب، ويدعى "مولى المحطة"، فتوجه إلى شيراز ناشرا للدعوة بها وكان بها فرقة من بني العباس، فتزوج عندهم وأنجب سالما ويسمونه "الشيرازي" لولادته هناك. وأما يعقوب وابنه يوسف فتوجها إلى خراسان، وأما عمر فوجهه إلى بخارى. ولم يزل يعقوب وأولاده متفرقين في تلك النواحي ناشرين الدعوة مدة من الزمان حتى أذن لهم الشيخ عبد القادر بالرجوع إلى بغداد سنة 549 أو 550 هـ.

## هجرته
ولم تكد تستقر أقدامهم في بغداد حتى أدركوا أنه لن يطيب لهم المقام في بلد اضطرب فيه الأمن واختلت فيه شؤون الحكم وتكاثرت فيه الفتن حيث أن عساكر ابن ملكشاه السلجوقي قد أغاروا على بغداد واستقر بهم القرار فيها، فأمرهم الشيخ عبد القادر بالرحلة منها إلى أطراف اليمن فرارا بدينهم، فرحلوا قاصدين الحجاز يطرقون البلاد ويأخذون عن العلماء والعباد، وعندما قضوا مناسكهم وبلغوا من الحجاز مآربهم توجهوا إلى بلدة جدة، فركبوا سفينة شراعية سارت بهم ووصلت إلى الخيصة بساحل حضرموت سنة 553 هـ ولم تكن بها عمارة في تلك الأزمان إلا خدور للصيادين، فنزلوا بها، وأووا إلى غار هناك على ساحل البحر معروف عند أهل تلك الناحية، وكان يعقوب قد أخذه المرض في سفره ولم يزل كل يوم يزيد عليه إلى أن توفاه الله.

## ذريته
وبعد وفاة يعقوب انتقل أولاده: عبد الله مولى المحطة، ويوسف، وعمر، وحفيده سالم الشيرازي إلى بلدة الشحر لعدم ملاءمة السكنى بالخيصة واستوطنوها وشرعوا في التعليم ونشر الدعوة فانتشر صيتهم وأقبل عليهم من بتلك البلدة، ثم بعد مدة توجه يوسف إلى أرض حجر إما لنشر الدعوة أو لأجل أخذ المؤونة لهم فلما وصل إليها أدركته المنية وقبر هناك، ومات أخوه عمر بعد برهة وجيزة بالشحر ودفن بموضع يسمى تربة الخور، وأما عبد الله مولى المحطة فتوفي بالشحر أيضا ودفن بقرية العز منها، هذا بعد أن قام عبد الله بتعليم ابنه سالم الشيرازي وإرساله إلى البوادي التي بنواحي بلدة الشحر لنشر الدعوة، وزوجه من تلك النواحي عند آل المسيلي قبيلة من الحموم، فولدت له محمدا ويعرف بـ"مولى عرف" لأنه عاش ودفن هناك في ذروة جبل بوادي عرف، وهو أول مولود في حضرموت لهذه الأسرة العباسية المهاجرة من العراق والتي عرفت فيما بعد باسم آل باوزير.

## وفاته

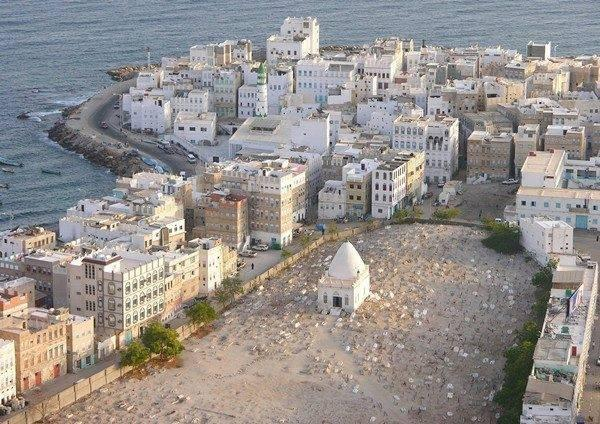
حي الشهيد خالد بالمكلا يتوسطه قبة ومقبرة يعقوب

توفي بالخيصة (المكلا حاليا) سنة 553 هـ، ودفن بالكثيب الأبيض وعليه قبة مرتفعة بنيت بعدما عمّرت تلك المحلة فكانت البداية لما عرف فيما بعد بمقبرة يعقوب. وفي سنة 1436 هـ/ 2015 م قام مسلحون بتفجير قبته ومساواتها بالأرض ضمن سلسلة من الهجمات استهدفت الأضرحة والقباب والمعالم التاريخية في المدينة. ولكن في سنة 1441 هـ/ 2020 م تمت إعادة بناء القبة على نمطها السابق.